# 저헌 이석형 묘 및 신도비
저헌 이석형 묘 및 신도비(樗軒 李石亨 墓 및 神道碑)는 대한민국 경기도 용인시 처인구 모현읍 능원리에 있는, 조선 전기의 문신 저헌(樗軒) 이석형(1415∼1477) 선생의 묘소이다. 2000년 6월 12일 경기도의 기념물 제171호로 지정되었다.

## 개요
조선 전기의 문신 저헌(樗軒) 이석형(1415∼1477) 선생의 묘소이다.
세종 23년(1441) 사마시에 합격하고 문과에 장원급제한 후 14년간 집현전에서 여러 관직을 맡았다. 세조 2년(1456) 사육신 사건을 전해 듣고 그들의 절의를 상징하는 시를 지어 익산동헌에 남겼는데, 다른 관리들이 죄를 물어야 한다고 하였으나 세조가 막아주었다. 그후에도 세조의 총애를 받아 황해도 관찰사·사헌부 대사헌 등의 요직을 거쳤으며, 성종대에는 손성좌리공신으로 연성부원군에 봉해졌다. 저서로는『대학연의』,『대학연의집략』,『저헌집』등이 있다.
그의 묘는 포은 정몽주의 묘역 오른쪽에 있는데, 묘역 안에는 묘비·문인·석·향로석·상석(제사지낼 때 음식을 차려 놓도록 무덤 앞에 마련해 놓은 돌) 등의 석물이 잘 갖추어져 있다. 묘역 오른쪽 아래에는 인조 2년(1624)에 세운 신도비(神道碑:조선시대 왕이나 고관 등의 평생 업적을 기리기 위해 무덤가에 세워 주던 비)가 있는데, 비문은 이정구가 짓고 신익성이 글씨를 쓴 것이다.

## 같이 보기
- 이석형

## 참고 자료
- 저헌이석형묘및신도비 - 국가유산청 국가유산포털